# Forum Wiedenest
Der Forum Wiedenest e. V. (bis 2009 Missionshaus Bibelschule Wiedenest, noch früher Allianz-Bibelschule) ist ein christlich-evangelikales Werk mit drei Arbeitsfeldern: Weltweite Mission, Biblisch-Theologische Akademie sowie Jugend- und Gemeindeforum. Forum Wiedenest steht in seiner historischen Entwicklung besonders den Brüdergemeinden und dem Bund Evangelisch-Freikirchlicher Gemeinden nahe.

## Geschichte

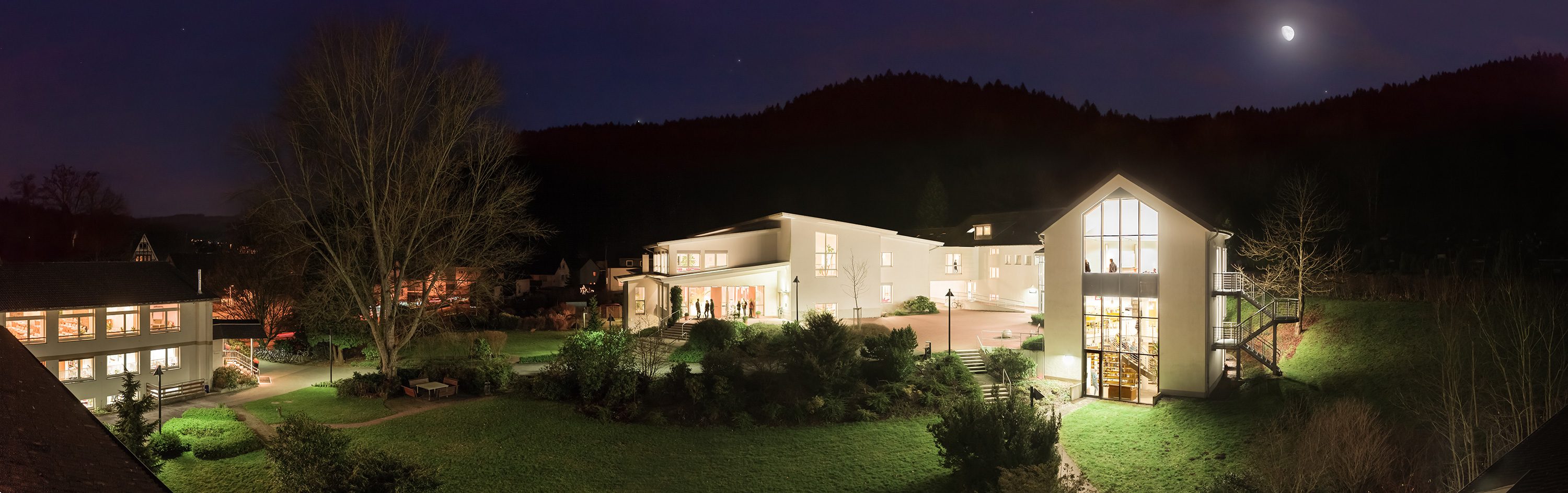
Das Gelände von Forum Wiedenest

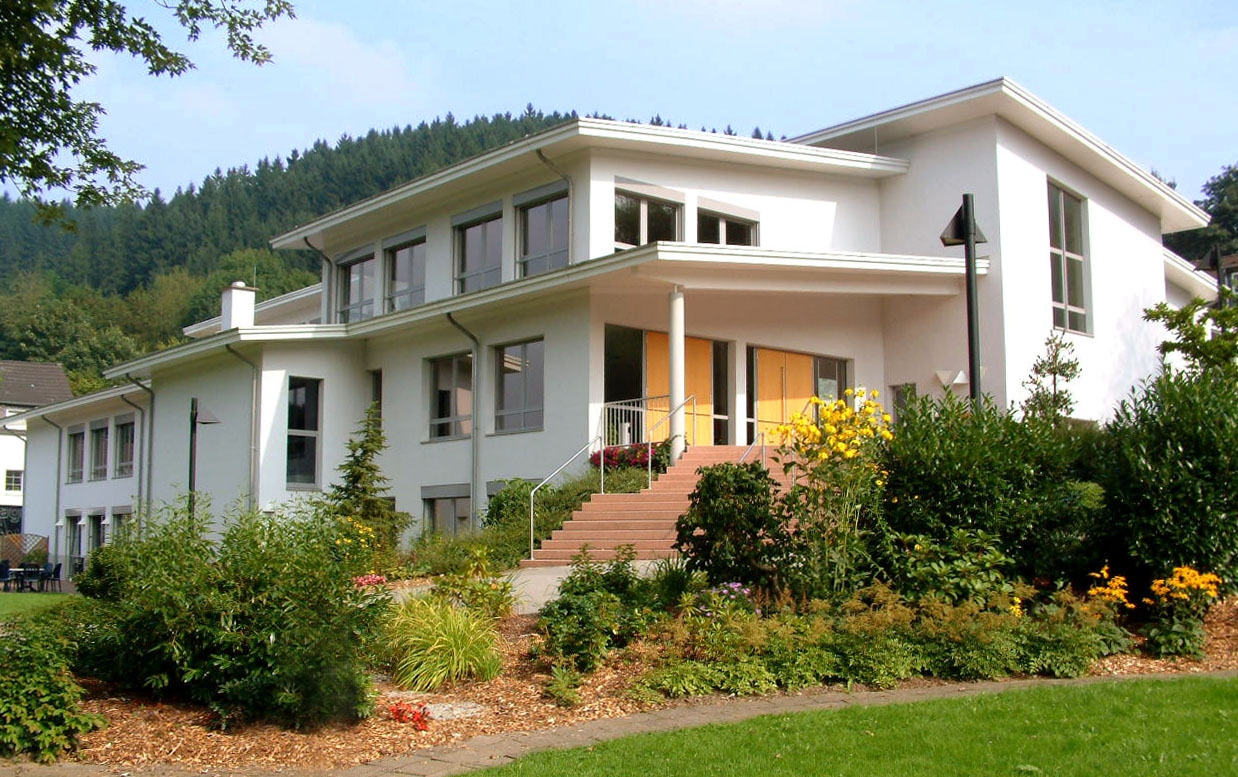
Das Schulungs- und Begegnungszentrum von Forum Wiedenest

Kurzlogo von Forum Wiedenest

Die Biblisch-Theologische Akademie wurde 1905 in Berlin-Steglitz als „Allianz-Bibelschule“ unter anderem gegründet, um Christen aus Russland und Osteuropa eine theologische Ausbildung zu ermöglichen. Fünf dieser Christen hatten sich vorher baptistisch taufen lassen und waren deshalb von der Bibelschule der von Johannes Lepsius geleiteten Deutschen Orient-Mission in Berlin entlassen worden. Gleichzeitig hatte es von Seiten der Bad Blankenburger Allianzarbeit schon seit 1904 Bestrebungen gegeben, eine Allianz-Bibelschule zu gründen.
1908 zog sie in die Räume der „Christlichen Gemeinschaft“ in der Hohenstaufenstraße in Berlin-Schöneberg um. Erste Leiter und Dozenten waren die ehemaligen Pfarrer Christoph Köhler und Johannes Warns.
Da nach Ende des Ersten Weltkrieges die Versorgung der Schüler in der Großstadt ein immer größeres Problem darstellte, zog die Bibelschule im Jahr 1919 nach Wiedenest, heute ein Stadtteil von Bergneustadt, um, wo sie zunächst eine ehemalige Gaststätte für ihre Zwecke erwarb. Bereits in den ersten Wochen konnte zusätzlich ein weiteres Haus schräg gegenüber erworben werden, wodurch die Grundlage für ein Missionshaus und die Bibelschule gelegt war. Am 5. Oktober 1919 fand die Einweihungsfeier statt. Bis zum Jahr 1928 hatten bereits einige hundert Brüder vor allem aus Russland und Deutschland, aber auch aus zahlreichen anderen europäischen Ländern am Unterricht der Bibelschule teilgenommen. Die Absolventen wurden in den Missionsdienst in Länder auf allen Kontinenten ausgesandt.
1930 wurde ein neues Saalgebäude mit Unterrichtsräumen und Zimmern für die Bibelschüler eingeweiht. 1938 begann die Bibelschule – neben der zwei- bis dreijährigen Ausbildung – Bibelwochen durchzuführen. Ab 1943 war das ausgebombte baptistische Predigerseminar für einige Jahre zu Gast in den Räumen der Wiedenester Bibelschule.
1952 wurde das Missionshaus gegründet, ein Jahr später begann die Bibelschule auch Schülerinnen auszubilden. 1958 wurde ein Unterrichts- und Versammlungshaus mit 900 Sitzplätzen eingeweiht. 1970 entstand ein Schwesternwohnheim, 1977 ein Brüderwohnheim für die Schüler. 1982 begann der Neubau eines Unterrichtshauses, 1999 wurde das neue Schulungs- und Begegnungszentrum eingeweiht.
Im September 2009 wurde der Name von Missionshaus Bibelschule Wiedenest e. V. in Forum Wiedenest e. V. geändert, um den Namen an heutige Sprachgewohnheiten anzupassen. Als neuer Slogan wurde „Christliche Impulse für Gemeinden. Weltweit.“ gewählt.
2024 wurde der Claim erneut überarbeitet und lautet jetzt „Gott begegnen – weltbewegend.“ Im gleichen Zuge wurden auch das Logo und die Unternehmensfarben erneuert.
Dr. Volker Aßmann aus Frankenberg ist Vorsitzender des Vorstands.
Seit der Gründung des Vereins werden alljährlich Glaubens-, Jugend- und Missionskonferenzen sowie Seminare und Workshops durchgeführt.

## Gesamtleitung
Seit 1. Dezember 2010 ist Ulrich Neuenhausen Leiter des Gesamtwerkes.

## Arbeitsbereiche

### Weltweite Mission
Der Bereich Weltweite Mission arbeitet derzeit mit etwa 170 Missionaren (Lang- und Kurzzeitmitarbeitern) weltweit zusammen.

### Jugend- und Gemeindeforum
Das Jugend- und Gemeindeforum bietet verschiedene Veranstaltungen wie Tagungen, Konferenzen, Seminare und Workshops an. Der Schwerpunkt liegt auf der Schulung von Leitern und verantwortlichen Mitarbeitern der Gemeinden, Seelsorgern, Gemeindemusikern sowie Mitarbeitern in der Frauen- und Männerarbeit sowie der Kinder- und Jugendarbeit. Auch werden Gemeindeberatungen (z. B. in Konfliktfällen) durchgeführt. 

### herzwerk
„herzwerk“ ist ein Orientierungsjahr für junge Menschen nach ihrem Schulabschluss. Die Teilnehmer im Alter von 18 bis 25 Jahren leben zehn Monate lang gemeinsam in einer großen Wohngemeinschaft. In dieser Zeit bekommen sie professionelle Unterstützung dabei, eine berufliche Perspektive für sich zu finden, ihren Charakter zu entwickeln und ihren christlichen Glauben auf ein leidenschaftliches und stabiles Fundament zu stellen. Dazu arbeiten sie in sozialen Projekten mit und machen Berufspraktika in ihrem gewünschten Berufsfeld.

### Biblisch-Theologische Akademie
An der Biblisch-Theologischen Akademie (BTA) sind ca. 150 Studierende eingeschrieben, davon ca. 120 im regulären Ausbildungsprogramm und ca. 30 im akademischen Aufbaustudium. Von 1905 bis 2013 wurden etwa 4.000 Studierende ausgebildet. Die BTA ist eine überkonfessionelle Ausbildungsstätte, die mit unterschiedlichen Gemeindeverbänden, Bünden und Organisationen zusammenarbeitet. Seit 2019 ist die sie korporatives Mitglied des Arbeitskreises für evangelikale Theologie.

#### Aufbau der Ausbildung
Während des regulären Ausbildungsjahres ist ein Jahr in drei Trimester eingeteilt. Die einzelnen Ausbildungsjahre sind aufeinander aufbauend, können aber auch mit Unterbrechungen studiert werden. 
Das Curriculum orientiert sich an konkreten Schwerpunkten, in deren Zentrum die theologischen Disziplinen stehen: BIBEL (Altes und Neues Testament), GLAUBE (Systematische Theologie und Kirchen- und Missionsgeschichte) und SENDUNG (Praktische Theologie und Missionswissenschaft). Der Schwerpunkt roots fördert die Persönlichkeitsentwicklung, die Charakterbildung und die Spiritualität des Studierenden. Im Schwerpunkt wings können Studierende im dreijährigen Programm PRO bis zu 18 Credits ihren Neigungen und Interessen gemäß studieren. Die Dienst- und Lebensgemeinschaft unterstützt den ganzheitlichen Ansatz der Ausbildung.

#### Abschluss
Die BTA ist von der europäischen Akkreditierungsgesellschaft European Council for Theological Education (ECTE) als „alternative provider of higher education“ akkreditiert.
Die ECTE-Akkreditierung von „alternative providers of higher education“ zeigt an, dass die Bildungsangebote der Biblisch-Theologischen Akademie Wiedenest mit den European Standards and Guidelines for higher education übereinstimmen und weist das Niveau der Bildungsangebote gemäß des EQF (European Qualifications Framework) aus. Ein mit der ECTE-Akkreditierung verbundenes ECTE-Zertifikat ist allerdings kein akademischer Grad und besitzt in Deutschland keine staatliche Anerkennung.
Es ist möglich, in Zusammenarbeit mit der Gesellschaft für Bildung und Forschung in Europa und der Universität von Südafrika einen Bachelor in Theology (BTh Hons) und einen Master of Theology (MTh) zu erwerben. In Kooperation mit der Akademie für Weltmission (AWM) können Absolventen der BTA einen BA oder MA in Intercultural Studies erwerben.

#### Leiter der Biblisch-Theologischen Akademie
- 1905–1919: Christoph Köhler
- 1919–1937: Johannes Warns
- 1937–1952: Heinz Koehler
- 1952–1959: Erich Sauer
- 1959–1980: Ernst Schrupp
- 1980–1990: Armin Riemenschneider
- 1990–2002: Hartwig Schnurr
- 2002–2010: Ulrich Neuenhausen
- 2010–2018: Horst Afflerbach[14]
- seit 2018: Leitung durch Kollegium[14]

## Bekannte Lehrer und Studenten (Auswahl)

### Dozenten
- Johannes Warns (1874–1937), ab 1905 Dozent für Dogmatik, 1919–1937 Leiter
- Erich Sauer (1898–1959), ab 1920 theologischer Mitarbeiter, 1937–1952 Studienleiter, ab 1952 Leiter
- Ernst Schrupp (1915–2005), seit 1948 Dozent, 1959–1980 Leiter
- Bernd Brockhaus (* 1946), 1981–2009 Dozent für Altes Testament und Hebräisch
- Helge Stadelmann (* 1952), 1982–1986 Dozent für Neues Testament, Homiletik und Heilsgeschichte
- Horst Afflerbach (* 1953), 1985–1993; und wieder seit 1998 Dozent für Systematische Theologie (Dogmatik und Ethik); 2010–2018 Leiter
- Eckhard J. Schnabel (* 1955), 1989–1998 Dozent für Neues Testament
- Christoph Stenschke (* 1966), seit 2001 Dozent für Neues Testament

### Studenten
- Johann Peters (1865–1945), Student von 1907–1910 (?), Prediger der Gemeinde Kronsweider in der Kolonie Chortitza[15]
- Anton Schulte (1925–2010), Student von 1949–1951, Gründer des Missionswerkes Neues Leben
- Johannes Osberghaus (1932–2017), Student von 1956–1959, Autor[16]
- Johannes Reimer (* 1955), Student von 1976–1979, Professor für Missionswissenschaften der Universität von Südafrika
- Dieter Hinz (1955–2012), Student 1975–1977, Künstler und Gründer der Künstlergruppe Freiraum
- André Wilkes (* 1964), Student von 1989–1992, Autor und Evangelist
- Tobias Faix (* 1969), Student von 1992–1995, Dozent für Praktische Theologie und Missionswissenschaft am Marburger Bildungs- und Studienzentrum